# Modérateur de l'Église unie du Canada
Pour les articles homonymes, voir Modérateur.

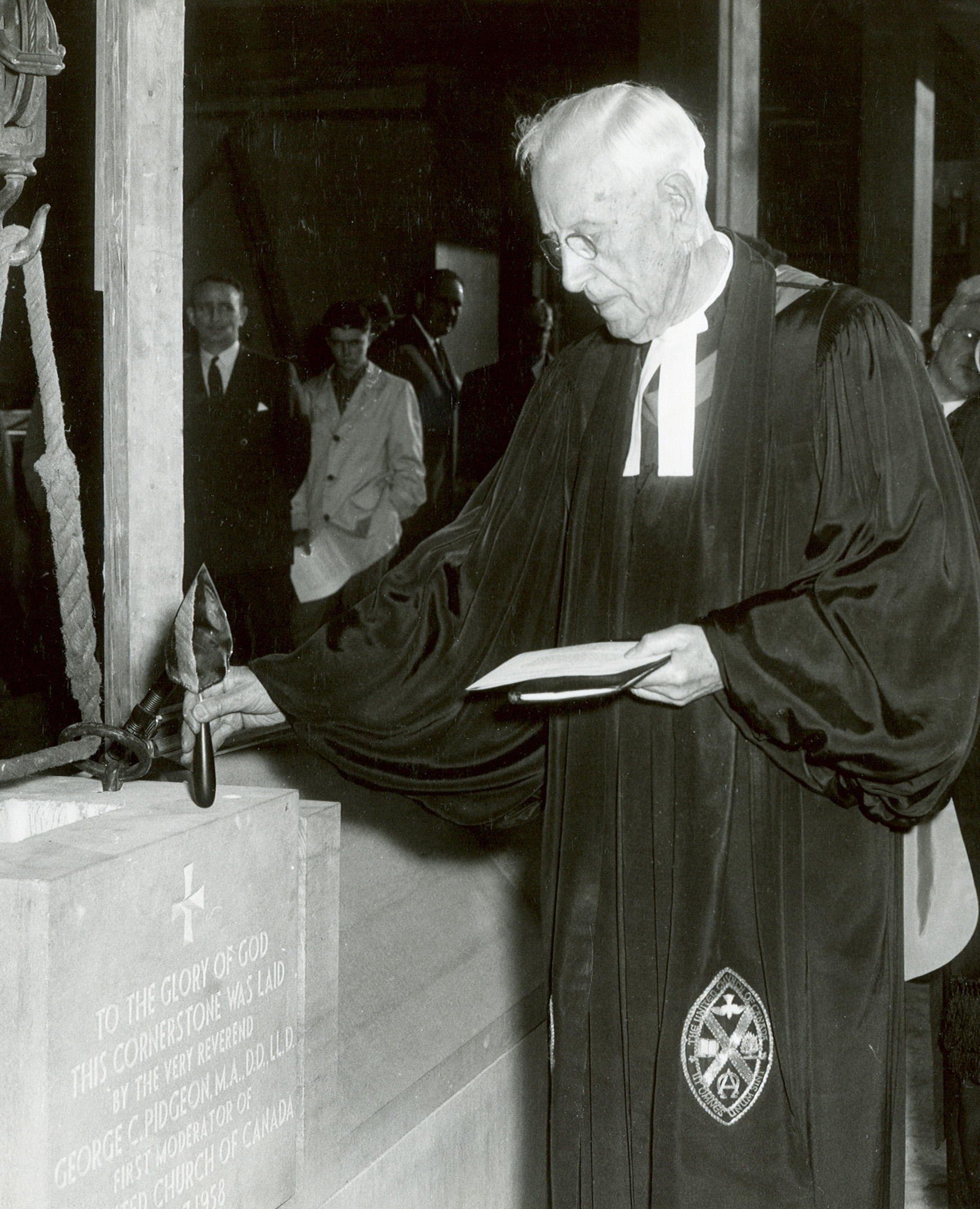
George C. Pidgeon, modérateur de l'Église unie du Canada (1925-1926).

Le modérateur de l'Église unie du Canada est le chef de l'Église unie du Canada, la plus grande dénomination protestante du Canada. Cette Église est très décentralisée, non dogmatique, et le modérateur n'a qu'un pouvoir limité. Les modérateurs sont élus lors des conseils généraux de l'Église, tenus tous les trois ans. Le modérateur actuel est le pasteur Richard Bott.

## Liste des modérateurs de l'Église unie
- 2019 - auj.    Richard Bott
- 2015 - 2018 Jordan Cantwell
- 2012 - 2015 Gary Paterson
- 2006 - 2009 David Giuliano
- 2003 - 2006 Peter Short
- 2000 - 2003 Marion Pardy
- 1997 - 2000 Bill Phipps
- 1994 - 1997 Marion Best
- 1992 - 1994 Stan McKay
- 1990 - 1992 Walter H. Farquharson
- 1988 - 1990 Sang Chul Lee
- 1986 - 1988 Anne M. Squire
- 1984 - 1986 Robert F. Smith
- 1982 - 1984 W. Clarke MacDonald
- 1980 - 1982 Lois M. Wilson
- 1977 - 1980 George M. Tuttle
- 1974 - 1977 Wilbur K. Howard
- 1972 - 1974 N. Bruce McLeod
- 1971 - 1972 Arthur B.B. Moore
- 1968 - 1971 Robert B. McClure
- 1966 - 1968 Wilfred C. Lockhart
- 1964 - 1968 Ernest M. Howse
- 1962 - 1964 James R. Mutchmor
- 1960 - 1962 Hugh A. McLeod
- 1958 - 1960 Angus J. MacQueen
- 1956 - 1958 James S. Thomson
- 1954 - 1956 George Dorey
- 1952 - 1954 Alexander A. Scott
- 1950 - 1952 Clarence M. Nicholson
- 1948 - 1950 Willard E. Brewing
- 1946 - 1948 Thomas W. Jones
- 1944 - 1946 Jesse H. Arnup
- 1942 - 1944 John R. P. Sclater
- 1940 - 1942 Aubrey S. Tuttle
- 1938 - 1940 John W. Woodside
- 1936 - 1938 Peter Bryce
- 1934 - 1936 Richard Roberts
- 1932 - 1934 T. Albert Moore
- 1930 - 1932 Edmund H. Oliver
- 1928 - 1930 William T. Gunn
- 1926 - 1928 James Endicott
- 1925 - 1926 George C. Pidgeon